# Chapelle Notre-Dame-de-Grâce de Locmalo
La chapelle Notre-Dame-de-Grâce est située au lieu-dit "Kerlenat", dans la commune de Locmalo dans le Morbihan.

## Historique
La chapelle Notre-Dame-de-Grâce fait l'objet d'une inscription au titre des monuments historiques depuis le 29 mars 1974.

## Description
La chapelle édifiée en forme de croix latine, possède un chevet plat. 
Un arc triomphal en tiers-point marque l'entrée du transept. 
Le pignon ouest est surmonté d'un clocheton. 
La toiture est supportée par une charpente à sablières sculptées.

## Galerie

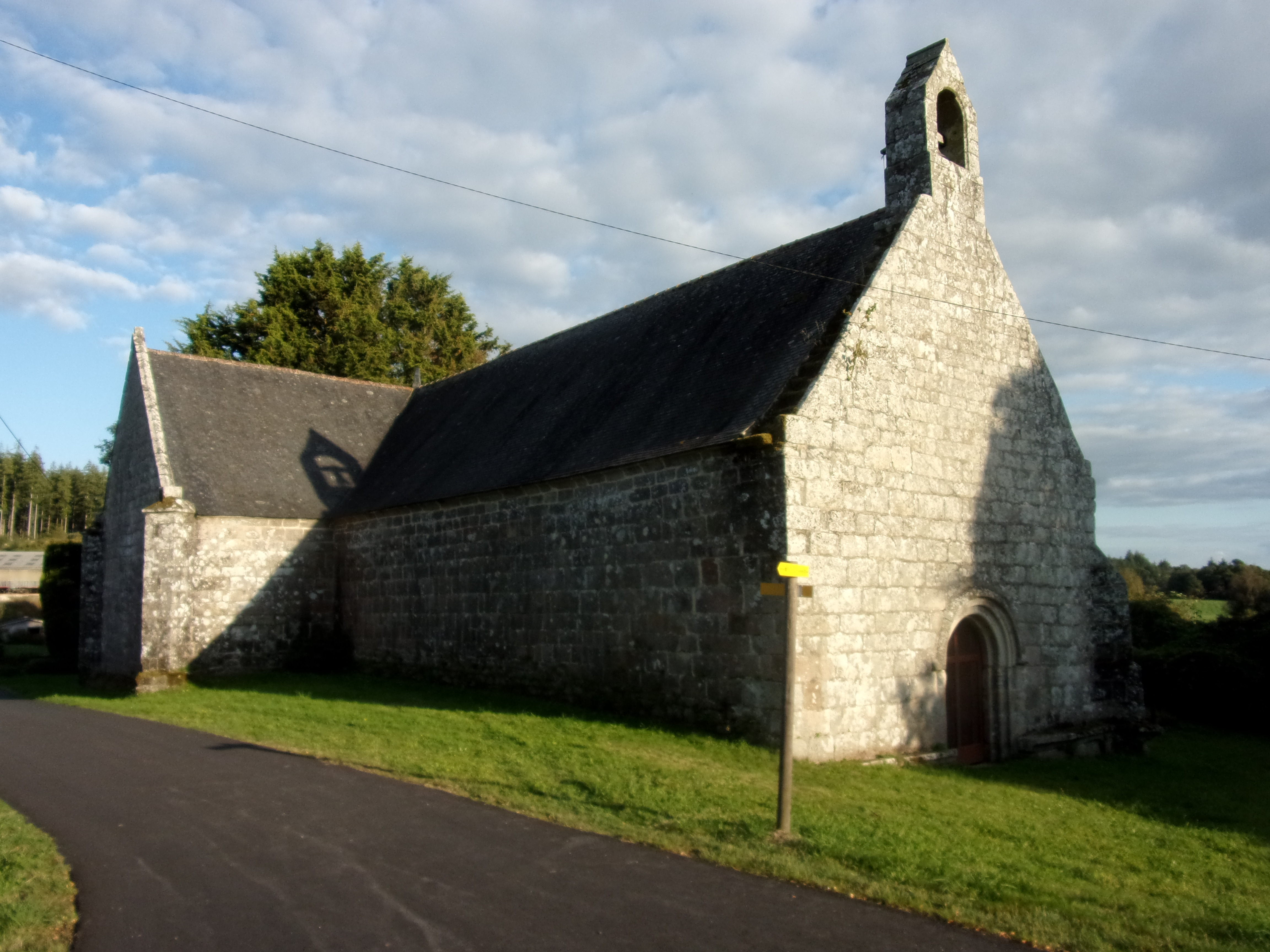
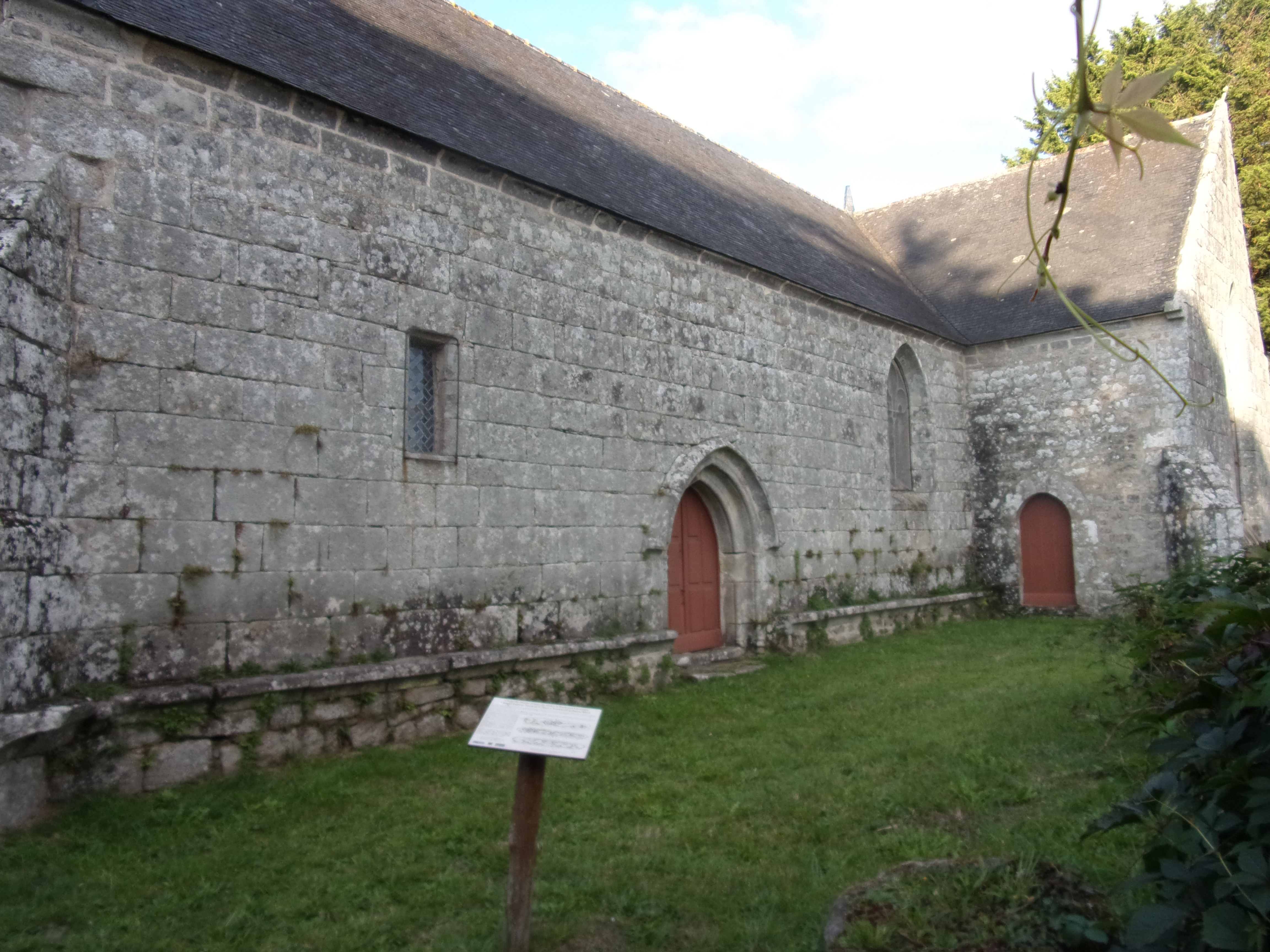